# Rhipidocladum neumannii
Rhipidocladum neumannii är en gräsart som beskrevs av Sulekic, Rúgolo och Lynn G. Clark. Rhipidocladum neumannii ingår i släktet Rhipidocladum och familjen gräs. Inga underarter finns listade i Catalogue of Life.